# Championnat d'Europe de vitesse masculin (juniors)
Le Championnat d'Europe de vitesse individuelle masculin juniors est le championnat d'Europe de vitesse organisé annuellement par l'Union européenne de cyclisme pour les cyclistes âgés de 17 et 18 ans. Le championnat organisé en 1973 et 1974, puis depuis 2001, a lieu dans le cadre des championnats d'Europe de cyclisme sur piste juniors et espoirs.

## Palmarès
| Année | Or                   | Argent             | Bronze                |
| ----- | -------------------- | ------------------ | --------------------- |
| 1973  | Claudio Bagarello    | Marcello Braccioli | Oleg Gudyn            |
| 1974  | Gilbert Hatton       | Giuseppe Saronni   | Lothar Thoms          |
| 2001  | Mathieu Mandard      | Samuele Marzoli    | Sergey Borisov        |
| 2002  | Michael Seidenbecher | François Pervis    | Mickaël Murat         |
| 2003  | Grégory Baugé        | Filip Ditzel       | Alfonso Gomez Sanchez |
| 2004  | Matthew Crampton     | Mathias Stumpf     | Paweł Kościecha       |
| 2005  | Maximilian Levy      | Kévin Sireau       | René Enders           |
| 2006  | Jason Kenny          | Hodei Mazquiarán   | Christian Lyte        |
| 2007  | David Daniell        | Paul Kanzler       | Kirill Filatov        |
| 2008  | Quentin Lafargue     | Charlie Conord     | Peter Mitchell        |
| 2009  | Sergey Litvinenko    | Nikolay Zhurkin    | Eric Engler           |
| 2010  | Julien Palma         | Rino Gasparrini    | Philip Hindes         |
| 2011  | John Paul            | Nikita Shurshin    | Max Niederlag         |
| 2012  | Richard Aßmus        | Matthew Rotherham  | Jakub Vývoda          |
| 2013  | Maximilian Dörnbach  | Svajunas Jonauskas | Sergey Gorlov         |
| 2014  | Alexey Nosov         | Sergey Gorlov      | Patryk Rajkowski      |
| 2015  | Melvin Landerneau    | Sébastien Vigier   | Alexey Nosov          |
| 2016  | Martin Čechman       | Mateusz Milek      | Ayrton De Pauw        |
| 2017  | Rayan Helal          | Dmitry Nesterov    | Pavel Perchuk         |
| 2018  | Ivan Gladyshev       | Florian Grengbo    | Jakub Šťastný         |
| 2019  | Konstantínos Livanós | Julien Jäger       | Daan Kool             |
| 2020  | Willy Weinrich       | Konrad Burawski    | Domenic Kruse         |
| 2021  | Nikita Kalachnik     | Willy Weinrich     | Harry Ledingham-Horn  |
| 2022  | Mattia Predomo       | Marcin Marciniak   | Danny-Luca Werner     |
| 2023  | Pete-Collin Flemming | Oliver Pettifer    | Etienne Oliviero      |
| 2024  | Colin Rudolph        | Tomasz Łamaszewski | Etienne Oliviero      |
| 2025  | Archie Gill          | Benjamin Bock      | Thomas Melotto        |

## références
- édition 1973 : résultats dans l'annuaire "Jacobs" et alii, Velo 1974 page 199.
- édition 1974 : résultats dans l'annuaire "Jacobs" et alii, Velo 1975 page 174